# Michael McElhatton
Michael McElhatton /mək elˈhætn/, né Michael Cecil Pringle le 12 septembre 1963 à Dublin est un acteur et scénariste irlandais d'origine américaine. Il est notamment connu pour interpréter le rôle de Roose Bolton dans la série télévisée Game of Thrones.

## Biographie
Michael McElhatton est né en 1963 à Terenure, une banlieue au sud de Dublin. Il a commencé à étudier le théâtre au Terenure College , une école connue pour sa tradition dramatique et a ensuite passé huit ans à Londres où il diplômé de la Royal Academy of Dramatic Art en 1987. McElhatton est retourné en Irlande au début des années 90, où il a commencé sa carrière d'acteur principalement dans le théâtre et la télévision. Il est apparu dans un court métrage intitulé The Loser en 1990. En 1996, il a été dirigé par John Carney dans le film November Afternoon, dans lequel il joue le personnage principal. À la fin des années 90 et au début des années 2000, McElhatton est apparu dans de nombreuses séries et téléfilms en Irlande, travaillant avec divers réalisateurs, dont Paddy Breathnach et Conor McPherson pour des rôles dans Irish Crime (en)(1997), Saltwater (2000), Coup de peigne (2001) et Les Acteurs (2003). Entre 2000 et 2002, McElhatton est devenu célèbre en apparaissant dans les comédies de situation Paths to Freedom et Fergus's Wedding . En plus d'agir, il a également pris le rôle de scénariste , en écrivant le scénario pour tous les épisodes. Le personnage de Rats dans Paths to Freedom, qu'il a écrit et joué est devenu populaire auprès du public et lui a permis d'être adapté en un long métrage entier en 2003 ( Spin the Bottle ). Au fil de sa carrière, McElhatton a continué à jouer des personnages mineurs dans des films de réalisateurs tels que Lenny Abrahamson, John Boorman et Kari Skogland. McElhatton est également apparu dans Perrier's Bounty (2009) et Death of a Superhero (2011).
Il reprend son rôle d'écrivain en 2010, écrivant six épisodes de la sitcom Your Bad Self . Au cours de la décennie suivante, McElhatton a commencé à apparaître dans des rôles beaucoup plus importants. En 2011, il a joué un rôle dans le film Albert Nobbs réalisé par Rodrigo García et l'année suivante dans le court métrage Pentecost, qui a reçu une nomination pour le meilleur court métrage aux Oscars 2012. Cette même année, il participe au filmShadow Dancer réalisé par James Marsh tout en étant également à la télévision dans le casting de la mini-série Titanic : De sang et d'acier.
En 2012, McElhatton rejoint le casting de la célèbre série télévisée HBO Game of Thrones, à partir de la deuxième saison, jouant le personnage de Roose Bolton. À partir de la cinquième saison, il a été promu régulier de la série. En 2015, il joue l'un des protagonistes du film d'horreur Le Sanctuaire, présenté au Festival du film de Sundance 2015.
Il est apparu dans l'adaptation à l'écran de l'histoire vraie du drame de la Seconde Guerre mondiale `` The Zookeeper's Wife '' en 2017.
Le 6 novembre 2019, il a été annoncé sur le compte Twitter d'Amazon que McElhatton jouerait Tam al'Thor dans la prochaine adaptation de La roue du temps . 

### Cinéma

#### Courts métrages
- 1990 : The Loser : Eddie
- 1998 : To the Mountain :
- 1999 : Between Dreams : M. Fitzsimons
- 1999 : Underworld : Jimmy
- 2001 : Zulu 9 : Garda Dispatcher
- 2002 : Ape : Dandy Dance
- 2003 : Pat Shortt: Live and a Bit Dangerous (vidéo) : journaliste
- 2004 : Waterloo Dentures : capitaine
- 2004 : God's Early Work : God (voix)
- 2005 : George :
- 2005 : English :
- 2007 : The Martyr's Crown : officier
- 2008 : Spacemen Three : Dr Yuri Semyonov
- 2008 : The Man Inside : Locksmith / homme de la rue (voix)
- 2011 : Pentecost : Pat Lynch
- 2017 : The Overcoat : Petrovich

#### Longs métrages
- 1996 : November Afternoon : John
- 1997 : Irish Crime (en) (I Went Down) de Paddy Breathnach : Johnner Doyle
- 1997 : All Souls' Day :
- 1998 : Crush Proof : sergent Hogan
- 2000 : Saltwater : John Traynor
- 2001 : Coup de peigne (Blow Dry) de Paddy Breathnach : Robert
- 2003 : Les Acteurs (The Actors) de Conor McPherson : Jock
- 2003 : Intermission de John Crowley : Sam
- 2004 : Mickybo and Me de Terry Loane : mécanicien
- 2004 : Adam and Paul (en) de Lenny Abrahamson : voix de Martin
- 2004 : Spin the Bottle (en) : Rats
- 2006 : The Tiger's Tail de John Boorman : Dr Alex Loden
- 2008 : La Guerre de l'ombre (Fifty Dead Men Walking) de Kari Skogland : Robbie
- 2009 : Perrier's Bounty de Ian Fitzgibbon (en) : Ivan
- 2009 : Happy Ever Afters (en) de Stephen Burke : inspecteur Norman Ginty
- 2010 : Parked (en) : Frank
- 2011 : Albert Nobbs de Rodrigo García : M. Moore
- 2011 : Death of a Superhero de Ian Fitzgibbon (en) : James
- 2012 : Shadow Dancer de James Marsh : Liam Hughes
- 2013 : The Food Guide to Love : Famine Narrator (voix)
- 2014 : The Legend of Longwood : Voice of the Black Knaight (voix)
- 2015 : Le Sanctuaire (The Hallow) : Colm Donnelly
- 2016 : Norm (Norm of the North) de Trevor Wall (en) : Laurence, l'acteur (voix)
- 2016 : Mammal (en) de Rebecca Daly : Matt
- 2016 : Jadotville (The Siege of Jadotville) de Richie Smyth : McEntee
- 2016 : The Jane Doe Identity (The Autopsy of Jane Doe) d'André Øvredal : shérif Sheldon
- 2016 : Handsome Devil de John Butler : Walter Curly
- 2017 : La Femme du gardien de zoo (The Zookeeper's Wife) de Niki Caro : Jerzyk
- 2017 : Le Roi Arthur : La Légende d'Excalibur (King Arthur: Legend of the Sword) de Guy Ritchie : Jack's Eye
- 2017 : Justice League : un terroriste à la banque
- 2017 : The Foreigner de Martin Campbell : Jim Kavanagh
- 2019 : The Last Right : Franck Delaney
- 2019 : Arracht : Lieutenant
- 2019 : Togo : Jafet Lindeberg
- 2020 : The Winter Lake : Ward
- 2021 : Zack Snyder's Justice League : un terroriste à la banque
- 2021 : Le Dernier Duel (The Last Duel) de Ridley Scott : Bernard Latour

### Télévision

#### Téléfilm
- 1997 : Ballyseedy de Frank Hand : commandement Ed. Breslin
- 1999 : Vicious Circle de David Blair : Garrett
- 2007 : Mon fils Jack (My Boy Jack) de Brian Kirk : Leo Amery
- 2010 : Sauvez le Père Noël ! (The Santa Incident) de Yelena Lanskaya (en) : Ross

#### Série télévisée
- 1999 : The Ambassador (en) (saison 2, épisode 02 : Vacant Possession) : Commander 2
- 1999 : Aristocrats (mini-série) (saison 1, épisode 06) : Rebel Leader
- 2000 : Paths to Freedom (en) (6 épisodes) : Raymond "Rats" Doyle
- 2001 : Rebel Heart (en) (mini-série) : Cathal Brugha
  - (saison 1, épisode 01)
  - (saison 1, épisode 02)
  - (saison 1, épisode 04)
- 2002 : Fergus's Wedding : Fergus Walsh
  - (saison 1, épisode 01)
  - (saison 1, épisode 02)
  - (saison 1, épisode 03)
  - (saison 1, épisode 04)
- 2005 : Killinaskully (en) (saison 2, épisode 07 : A Christmas Carol) : Ghost of Christmas Present (voix)
- 2006 : Hide and Seek (en) : Paul Holden
  - (saison 1, épisode 01 : Day One)
  - (saison 1, épisode 02 : Day Two)
  - (saison 1, épisode 03 : Day Three)
  - (saison 1, épisode 04 : Day Four)
- 2008 : Whistleblower (en) : Miller
  - (saison 1, épisode 01)
  - (saison 1, épisode 02)
- 2009 : Hide and Seek (en) : Chief Superintendent Lynch
  - (saison 3, épisode 01 : The Drowning Man: Part 1)
  - (saison 3, épisode 02 : The Drowning Man: Part 2)
- 2009 : Father and Son (en) (mini-série) : inspecteur Norman McGinty
  - (saison 1, épisode 02)
  - (saison 1, épisode 03)
  - (saison 1, épisode 04)
- 2010 : Your Bad Self (en) (6 épisodes) :
- 2011 : Zen (mini-série) (saison 1, épisode 03 : La Guerre des chefs) : Ernesto Heuber
- 2011 : Mystery! (en) (épisode : Zen: Ratking) : Ernesto Heuber
- 2012 : Titanic : De sang et d'acier (Titanic: Blood and Steel) (7 épisodes) : Albert Hatton
- 2012 - 2016 : Game of Thrones(19 épisodes) : Roose Bolton
- 2013 : Ripper Street : Commissioner James Monro
  - (saison 1, épisode 04 : Pour le bien de cette ville)
  - (saison 1, épisode 06 : Le Tournoi des ombres)
- 2013 : The Ice Cream Girls (en) (mini-série) : Brian
  - (saison 1, épisode 01 : The Ice Cream Girls)
  - (saison 1, épisode 02)
  - (saison 1, épisode 03)
- 2013 : The Fall : Rob Breedlove
  - (saison 1, épisode 01 : Un tueur dans la nuit)
  - (saison 1, épisode 02 : Mise en scène)
  - (saison 1, épisode 03 : Insolence et Ivresse)
  - (saison 1, épisode 04 : Frustrations)
- 2014 : New Worlds (en) (mini-série) : John Hawkins
  - (saison 1, épisode 02)
  - (saison 1, épisode 03)
  - (saison 1, épisode 04)
- 2015 : Strike Back : Oppenheimer
  - (saison 5, épisode 07)
  - (saison 5, épisode 08)
- 2016 : Mammon, la révélation (Mammon) (saison 2, épisode 07) : CIA-agent
- 2017 : Genius : Dr Philipp Lenard
- 2018 : L'Affaire Florence Nightingale : Sir Arthur Conan Doyle
- 2019 : Chernobyl : Andrei Stepashin
- 2019 : The Rook : Lorik (4 épisode)
- 2020 : Das Boot :O'Leary (4 épisode)
- 2020 : L'Aliéniste : Dr Markoe (6 épisode)
- 2021 : La Roue du temps : Tam al'Thor (saison 1, épisode 1)

### Jeu vidéo
- 2013 : Assassin's Creed IV: Black Flag : Vance Travers (voix)

## Œuvres
- Paths to Freedom
- Fergus's Wedding
- Spin the Bottle

## Théâtre
- The Seafarer, Nicky Giblin Royal National Theatre
- Shining City, Royal Court Theatre
- The Wexford Trilogy, Tricycle Theatre
- An Ideal Husband, Gate Theatre
- The White Devil, Project at The Mint
- Car Show, Corn Exchange
- Twenty Grand, Abbey Theatre
- Greatest Hits, Project Arts Centre
- The Way of the World, Project Arts Centre
- A Decision Pure and Simple, Riverside Studios
- An Enemy of the People, for Young Vic
- As You Like It, Rose Theatre
- Midnight Court, Project Theatre
- Wind in the Willows, Sheffield Crucible
- Little Malcolm and His Struggle Against the Eunuchs, Battersea Arts Centre
- Water Music, Cockpit Theatre

## Nominations et récompenses
- Nomination aux IFTA Award 2003, Meilleur acteur pour "Spin the Bottle"[1]
- Nomination aux IFTA Award 2003, Meilleur script pour "Spin the Bottle" - Ian Fitzgibbon/Michael McElhatton/Grand Pictures[1]
- Nomination aux IFTA Award 2007, Meilleur acteur de télévision pour "Hide & Seek"[2]
- Nomination aux IFTA Award 2013, Meilleur second rôle dans un film pour "Death of a Superhero"[3]
- Nomination à la 20e cérémonie des Screen Actors Guild Awards, Meilleure distribution pour une série télévisée dramatique[4]